# William Francis Norman O'Loughlin
 William Francis Norman O'Loughlin, född runt 1850, död 15 april 1912 i Atlanten, var en irländsk läkare. 
Han blev tidigt föräldralös och växte upp och fostrades av sin farbror. Han studerade vid Trinity College och Royal College of Surgeons i Dublin. Efter sin utbildning flyttade O'Loughlin till Southampton. Han bestämde sig för att bli läkare till sjöss och i över 40 års tjänstgjorde han för fartygsrederiet White Star Line.
O'Loughlin var fartygsläkare ombord på RMS Titanic. Han avled vid fartygets förlisning den 15 april 1912.